# 长沙市雅礼中学
长沙市雅礼中学，简称雅礼，是一所位于中国湖南省长沙市的高级中学，建校于1906年11月16日，是湖南省首批挂牌的八所重点中学之一、全国文明单位、全国现代教育技术实验学校、湖南省示范性普通高级中学。该校与其它三所于长沙市享有最高声誉的中学（湖南省长沙市第一中学、长沙市长郡中学、湖南师范大学附属中学）并称为“长沙四大名校”。

长沙 雅礼大学堂 教职员合照

## 历史沿革
- 1906年11月16日，美国耶鲁大学民间团体雅礼协会在中国湖南省长沙市创立“雅礼大学堂”。
- 1916年，迁址麻园岭。
- 1920年，学校增设中学部，即“雅礼中学”。
- 1926年，因受革命政局影响而停办。
- 1928年，中学部恢复办学，定校名为长沙私立雅礼中学校。
- 1938年，因日军侵华，迁校湖南省沅陵县。
- 1946年，迁回长沙。
- 1951年，学校更名为“解放中学”。
- 1952年，改为公立，更名“长沙市第五中学”。
- 1985年，学校恢复与美国雅礼协会的联系。
- 1985年8月25日，复名“雅礼中学”。

2017年，长沙市雅礼中学与浏阳市第二中学签署协议，决定合作办学，后者也同步更名为“雅礼·浏阳市第二中学”。

## 学校文化

### 校名
“雅礼”之名既来自《论语》“子所雅言，诗书执礼”，又是“Yale（耶鲁）”之音译。

### 校训
- 公：指向于对社会的态度和责任，每个人肩负着创造社会公平的使命，都应尽力推动社会的正道直行。
- 勤：指向于对学问和事业的态度，它告诉雅礼人，无论是“成就学问”，还是练就“经天纬地才能”，勤奋永远是铺向事业成功的基石。
- 诚：指向对待他人的态度，是交流与沟通的标尺，更是立身与立信的根本。
- 朴：指向于个人生活要求与品德追求——外表单纯、内心质朴、思想纯真、心态厚实是祛除浮躁，成就事业的法宝。

### 校歌
校歌歌词作者为清朝秀才、雅礼大学堂国文教师周铁山。
|                | 昆仑渤海之间，五千年民族， 万里长江大河，助文明发育， 地球旋转无停，惜光阴易逝。 吸收欧美文明，乃吾侪素志。 经天纬地才能，由学问成就。 及时奋发精神，好担当宇宙。 美国纽翰芬城，有耶鲁大学， 雅礼源远流长，育英才为乐。 长沙自昔名区，爱湘清岳峻。 多士负笈来游，看儒风丕振。 经天纬地才能，由学问成就。 及时奋发精神，好担当宇宙。 东方西方圣人，劝为善则一， 悠久博厚高明，唯至诚无息。 校中彝训长垂，尚公勤诚朴。 君子终日乾乾，集大成可卜。 经天纬地才能，由学问成就。 及时奋发精神，好担当宇宙。 |
| ——雅礼中学校歌 | |

## 集团学校
- 南雅中学
- 北雅中学
- 怡海中学
- 雅礼外国语学校
- 雅礼雨花中学
- 雅礼实验中学
- 长雅中学
- 中雅培粹学校
- 雅礼洋湖中学
- 怀化市雅礼实验学校
- 岳雅中学
- 郴州市雅礼学校
- 东雅中学

## 著名校友

### 两院院士
- 金岳霖：哲学家、逻辑学家，1955年当选为中科院首批学部委员。
- 刘经南：中国测绘学家，中国工程院院士，武汉大学前校长。
- 邹承鲁：国际著名生物化学家，中国科学院院士，第三世界科学院院士，前中国科学院生物物理所所长。
- 曾昭抡：化学家，中国化学界奠基人之一，1955年当选为中国科学院首批学部委员。
- 黄子卿：化学家，中国物理化学界奠基人之一，1955年当选为中国科学院首批学部委员。
- 魏曦：微生物学家，1955年当选为中国科学院首批学部委员。
- 盛彤笙：动物学家。
- 李星学：地质学家。
- 陈能宽：冶金学家，“两弹一星”功勋奖章获得者。
- 萧健：化学家，中国高分子物理学科的开拓者之一。
- 张友尚：生物化学家。
- 俞汝勤：化学家。
- 邓起东：地质学家。
- 赵煦：航空学家，2001年当选为中国工程院院士。

### 学界
- 厉以宁：经济学家，北京大学教授。
- 梅可望：美国华盛顿州立大学警察行政硕士、密歇根州立大学哲学博士。

### 政界
- 柳直荀：曾任中国共产党红军第2军团政治部主任。
- 何凤山：為中華民國駐維也納領事館總領事，因在二战初期拯救过数以千计的犹太人，而被誉为“中国辛德勒”。

## 美国外教性侵未成年女学生争议事件
2022年12月29日，有微博用户发帖称，她于2017年在湖南省长沙市雅礼中学国际部就读期间，当时她还是未成年人，卻多次遭到名为“Travis Tate”的外籍男教师骚扰和性侵。截止到该受害学生发帖举报为止，该外籍教师仍在广东佛山碧桂园国际学校任教。据悉雅礼中学和耶鲁大学曾经签署有关协议，该校外籍英语教师由耶鲁协会推荐，教师为耶鲁大学在读学生或毕业生，外国教师的资质业已经过政府部门审查。2022年12月29日，湖南省长沙市雅礼中学工作人员告诉媒体，学校正在调查此事，目前已经向公安机关报案，具体情况无可奉告。在媒体询问是否能告知报案派出所时，该校拒绝评论。